# 小行星2130
小行星2130（2130 Evdokiya）是一颗绕太阳运转的小行星，为主小行星带小行星。该小行星于1974年8月22日发现。
該小行星以發現者柳德米拉·朱拉夫寥娃的母親葉夫多基亞·艾菲莫夫娜·什切洛科娃（Evdokiya Efimovna Shchelokova）命名。

## 轨道参数
小行星2130的轨道半长轴为2.2525993 UA，离心率为0.189。